# Гьяси, Яа
Яа Гьяси (англ. Yaa Gyasi; род. 1989, Мампонг, Гана) — ганская и американская писательница. Лауреат многочисленных литературных премий.

## Биография
Родилась в 1989 году в городе Мампонг в семье Куаку и Софии Гьяси. Отец писательницы — профессор французского языка в Университете Алабамы в Хантсвилле; мать — медицинская сестра. В 1991 году, вместе с семьёй, переехала США, где её отец защитил докторскую диссертацию в университете штата Огайо. Гьяси жила в штатах Иллинойс и Теннесси. В 1999 году семья переехала в город Хантсвилл в штате Алабама, где прошло детство писательницы.
Она росла стеснительной девочкой и увлекалась чтением. Гьяси получила грамоту, подписанную Леваром Бёртоном, после того, как представила на Конкурс молодых писателей и иллюстраторов «Чтение радуги» свою первую историю. В возрасте семнадцати лет, почитав книгу «Песни Соломона» Тони Моррисон во время обучения в средней школе Гриссома, она окончательно решила посвятить себя писательскому делу. Гьяси защитила степень бакалавра искусств в области английского языка и литературы в Стэнфордском университете и степень магистра изящных искусств в писательской мастерской штата Айова, окончила программу творческого письма в университете штата Айова.
Вскоре после окончания Стэнфордского университета она издала свой первый роман. До поступления в 2012 году в университет штата Айова, некоторое время работала в стартап-компании в Сан-Франциско. Её дебютный роман «Возвращение домой» был вдохновлён поездкой в Гану в 2009 году, которую Гьяси покинула в младенческом возрасте. Роман был закончен ею в 2015 году и получил высокую оценку у издателей; гонорар писательницы за книгу был семизначным. В 2016 году Та-Нехиси Коутс выдвинула книгу на премию Национального книжного фонда в номинации Пятеро писателей до 35 лет. Роман также получил Литературную премию Фонда Хемингуэя от Национального кружка критиков имени Джона Леонарда в номинации «Лучшая первая книга» и Американскую книжную премию за вклад в разнообразие американской литературы.
Сочинения Гьяси также появились в таких изданиях, как «Афроамериканское обозрение», «Каллалу», «Герника», «Гардиан» и «Гранта». В своих произведениях писательница часто цитирует коллег: Тони Моррисон («Песнь Соломона»), Габриэля Гарсию Маркеса («Сто лет одиночества»), Джеймса Болдуина («Скажи это на горе»), Эдварда П. Джонса («Затерянный в городе») и Джумпу Лахири («Неопытная Земля»). В 2016 году Гьяси переехала в Беркли, в штат Калифорния.

## Сочинения
- «Возвращение домой» (англ. Homegoing , 2016)
- «Мир неземной» (англ. Transcendent Kingdom, 2020)

## Награды
Её дебютный роман «Возвращение домой», изданный в 2016 году был отмечен премией имени Джона Леонарда от Национального круга книжных критиков в номинации «Первая книга», Литературной премией Фонда Хемингуэя в номинации «Дебют в художественной прозе» и Американской книжной премией от Национального книжного фонда в номинации «Пятеро дебютантов до 35 лет». В 2020 году она была удостоена Литературной премии фонда Вилчека.